# ADO Den Haag in het seizoen 2008/09 (mannen)
ADO Den Haag speelde in het seizoen 2008/09 in de Eredivisie. ADO eindigde in de competitie met 32 punten op de veertiende plaats, onder leiding van twee trainers: André Wetzel en Raymond Atteveld.

## Technische staf
|                    | Naam               | Functie                        |
| ------------------ | ------------------ | ------------------------------ |
| Vlag van Nederland | André Wetzel       | Hoofdtrainer tot 16 april(*)   |
| Vlag van Nederland | Raymond Atteveld   | Hoofdtrainer vanaf 17 april(*) |
| Vlag van Nederland | Bob Kootwijk       | Assistent-trainer              |
| Vlag van Nederland | Henk Fraser        | Assistent-trainer              |
| Vlag van Nederland | Henk Fraser        | Trainer Jong ADO Den Haag      |
| Vlag van Nederland | Maurice Steijn     | Assistent-trainer              |
| Vlag van Nederland | Maurice Steijn     | Trainer ADO Den Haag A1        |
| Vlag van Nederland | René Stam          | Keeperstrainer                 |
| Vlag van Nederland | Jurgen Seegers     | Herstel- en conditietrainer    |
| Vlag van Nederland | Edwin Coret        | Fysiotherapeut                 |
| Vlag van Nederland | Govert de Kramer   | Verzorger                      |
| Vlag van Nederland | André van Es       | Materiaalverzorger             |
| Vlag van Nederland | Jilles Zevenbergen | Teammanager                    |

(*) Op 16 april deed trainer André Wetzel een stap terug. Zijn dubbelfunctie als technisch directeur en hoofdtrainer werd te zwaar. Raymond Atteveld werd zijn opvolger als coach van ADO, Wetzel bleef actief als technisch directeur.

## Selectie 2008/09
| #  | Naam                | Land       | Positie      | E. | Voetbal | Kreeg geel | Kreeg voor de tweede keer geel en dus rood | Weggestuurd | B. | Voetbal | Kreeg geel | Kreeg voor de tweede keer geel en dus rood | Weggestuurd | T. | Voetbal | Kreeg geel | Kreeg voor de tweede keer geel en dus rood | Weggestuurd |
| -- | ------------------- | ---------- | ------------ | -- | ------- | ---------- | ------------------------------------------ | ----------- | -- | ------- | ---------- | ------------------------------------------ | ----------- | -- | ------- | ---------- | ------------------------------------------ | ----------- |
| 1  | Boy Waterman        | Nederland  | Doelman      | 10 | 0       | 0          | 0                                          | 0           | 3  | 0       | 0          | 0                                          | 0           | 13 | 0       | 0          | 0                                          | 0           |
| 2  | Ahmed Ammi          | Nederland  | Verdediger   | 27 | 0       | 5          | 0                                          | 0           | 3  | 0       | 0          | 0                                          | 0           | 30 | 0       | 5          | 0                                          | 0           |
| 3  | Christian Kum       | Nederland  | Verdediger   | 28 | 2       | 7          | 0                                          | 1           | 2  | 0       | 0          | 0                                          | 0           | 30 | 2       | 7          | 0                                          | 1           |
| 4  | Virgilio Teixeira   | Nederland  | Verdediger   | 1  | 0       | 0          | 0                                          | 0           | 0  | 0       | 0          | 0                                          | 0           | 1  | 0       | 0          | 0                                          | 0           |
| 5  | Mitchell Piqué      | Nederland  | Verdediger   | 21 | 0       | 3          | 0                                          | 0           | 1  | 0       | 0          | 0                                          | 0           | 22 | 0       | 3          | 0                                          | 0           |
| 6  | Aleksandar Ranković | Servië     | Middenvelder | 34 | 0       | 4          | 0                                          | 1           | 3  | 0       | 0          | 0                                          | 0           | 37 | 0       | 4          | 0                                          | 1           |
| 7  | Yuri Cornelisse     | Nederland  | Middenvelder | 23 | 2       | 1          | 0                                          | 0           | 2  | 0       | 0          | 0                                          | 0           | 25 | 2       | 1          | 0                                          | 0           |
| 8  | Pascal Bosschaart   | Nederland  | Middenvelder | 8  | 0       | 1          | 0                                          | 0           | 0  | 0       | 0          | 0                                          | 0           | 8  | 0       | 1          | 0                                          | 0           |
| 9  | Rick Hoogendorp     | Nederland  | Middenvelder | 15 | 2       | 1          | 0                                          | 0           | 1  | 0       | 0          | 0                                          | 0           | 16 | 2       | 1          | 0                                          | 0           |
| 10 | Richard Knopper     | Nederland  | Middenvelder | 32 | 10      | 4          | 0                                          | 0           | 2  | 1       | 0          | 0                                          | 0           | 34 | 11      | 4          | 0                                          | 0           |
| 11 | Wesley Verhoek      | Nederland  | Aanvaller    | 17 | 1       | 3          | 0                                          | 0           | 1  | 1       | 0          | 0                                          | 0           | 18 | 2       | 3          | 0                                          | 0           |
| 12 | Ekrem Kahya         | Nederland  | Middenvelder | 10 | 0       | 3          | 0                                          | 0           | 1  | 0       | 0          | 0                                          | 0           | 11 | 0       | 3          | 0                                          | 0           |
| 15 | Karim Soltani       | Frankrijk  | Aanvaller    | 27 | 6       | 6          | 0                                          | 0           | 3  | 1       | 0          | 0                                          | 0           | 30 | 7       | 6          | 0                                          | 0           |
| 16 | Berry Powel         | Nederland  | Aanvaller    | 16 | 1       | 3          | 0                                          | 0           | 1  | 0       | 0          | 0                                          | 0           | 17 | 1       | 3          | 0                                          | 0           |
| 17 | Timothy Derijck     | België     | Verdediger   | 17 | 3       | 2          | 0                                          | 0           | 0  | 0       | 0          | 0                                          | 0           | 17 | 3       | 2          | 0                                          | 0           |
| 18 | Tim De Meersman     | België     | Middenvelder | 0  | 0       | 0          | 0                                          | 0           | 0  | 0       | 0          | 0                                          | 0           | 0  | 0       | 0          | 0                                          | 0           |
| 19 | Bogdan Milić        | Montenegro | Aanvaller    | 10 | 0       | 0          | 0                                          | 0           | 0  | 0       | 0          | 0                                          | 0           | 10 | 0       | 0          | 0                                          | 0           |
| 20 | Fabio Caracciolo    | België     | Aanvaller    | 13 | 1       | 0          | 0                                          | 0           | 2  | 2       | 0          | 0                                          | 0           | 15 | 3       | 0          | 0                                          | 0           |
| 22 | Robert Zwinkels     | Nederland  | Doelman      | 26 | 0       | 0          | 0                                          | 1           | 1  | 0       | 0          | 0                                          | 0           | 27 | 0       | 0          | 0                                          | 1           |
| 23 | Mike de Geer        | Nederland  | Middenvelder | 4  | 0       | 0          | 0                                          | 0           | 0  | 0       | 0          | 0                                          | 0           | 4  | 0       | 0          | 0                                          | 0           |
| 24 | Samir El Moussaoui  | Nederland  | Verdediger   | 6  | 0       | 0          | 0                                          | 0           | 0  | 0       | 0          | 0                                          | 0           | 6  | 0       | 0          | 0                                          | 0           |
| 25 | Danny Buijs         | Nederland  | Middenvelder | 17 | 3       | 4          | 0                                          | 0           | 1  | 0       | 0          | 0                                          | 0           | 18 | 3       | 4          | 0                                          | 0           |
| 26 | Gino Coutinho       | Nederland  | Doelman      | 0  | 0       | 0          | 0                                          | 0           | 0  | 0       | 0          | 0                                          | 0           | 0  | 0       | 0          | 0                                          | 0           |
| 27 | Robin Faber         | Nederland  | Verdediger   | 0  | 0       | 0          | 0                                          | 0           | 0  | 0       | 0          | 0                                          | 0           | 0  | 0       | 0          | 0                                          | 0           |
| 28 | Lex Immers          | Nederland  | Middenvelder | 27 | 3       | 3          | 0                                          | 0           | 2  | 1       | 0          | 0                                          | 0           | 29 | 4       | 3          | 0                                          | 0           |
| 30 | Csaba Horváth       | Slowakije  | Verdediger   | 25 | 4       | 4          | 0                                          | 0           | 3  | 1       | 0          | 0                                          | 0           | 28 | 5       | 4          | 0                                          | 0           |
| 31 | Remco Klaasse       | Nederland  | Aanvaller    | 0  | 0       | 0          | 0                                          | 0           | 0  | 0       | 0          | 0                                          | 0           | 0  | 0       | 0          | 0                                          | 0           |
| 33 | Leroy Resodihardjo  | Nederland  | Middenvelder | 17 | 1       | 2          | 0                                          | 0           | 3  | 0       | 0          | 0                                          | 0           | 20 | 1       | 2          | 0                                          | 0           |
| 35 | Joël Tillema        | Nederland  | Verdediger   | 4  | 0       | 3          | 0                                          | 0           | 0  | 0       | 0          | 0                                          | 0           | 4  | 0       | 3          | 0                                          | 0           |
| 40 | Kai van Hese        | Nederland  | Verdediger   | 11 | 0       | 1          | 0                                          | 0           | 2  | 0       | 0          | 0                                          | 0           | 13 | 0       | 1          | 0                                          | 0           |
| ?  | Santy Hulst         | Nederland  | Middenvelder | 0  | 0       | 0          | 0                                          | 0           | 1  | 0       | 0          | 0                                          | 0           | 1  | 0       | 0          | 0                                          | 0           |

### Verhuurde spelers
| #  | Naam           | Land      | Positie      | E. | Voetbal | Kreeg geel | Kreeg voor de tweede keer geel en dus rood | Weggestuurd | B. | Voetbal | Kreeg geel | Kreeg voor de tweede keer geel en dus rood | Weggestuurd | T. | Voetbal | Kreeg geel | Kreeg voor de tweede keer geel en dus rood | Weggestuurd |
| -- | -------------- | --------- | ------------ | -- | ------- | ---------- | ------------------------------------------ | ----------- | -- | ------- | ---------- | ------------------------------------------ | ----------- | -- | ------- | ---------- | ------------------------------------------ | ----------- |
| 14 | Levi Schwiebbe | Nederland | Middenvelder | 9  | 0       | 0          | 0                                          | 0           | 2  | 0       | 0          | 0                                          | 0           | 11 | 0       | 0          | 0                                          | 0           |

### Tussentijds vertrokken spelers
| #  | Naam            | Land      | Positie   | E. | Voetbal | Kreeg geel | Kreeg voor de tweede keer geel en dus rood | Weggestuurd | B. | Voetbal | Kreeg geel | Kreeg voor de tweede keer geel en dus rood | Weggestuurd | T. | Voetbal | Kreeg geel | Kreeg voor de tweede keer geel en dus rood | Weggestuurd |
| -- | --------------- | --------- | --------- | -- | ------- | ---------- | ------------------------------------------ | ----------- | -- | ------- | ---------- | ------------------------------------------ | ----------- | -- | ------- | ---------- | ------------------------------------------ | ----------- |
| ?  | Guyon Fernandez | Nederland | Aanvaller | 0  | 0       | 0          | 0                                          | 0           | 0  | 0       | 0          | 0                                          | 0           | 0  | 0       | 0          | 0                                          | 0           |
| 17 | Hurşut Meriç    | Turkije   | Aanvaller | 14 | 2       | 1          | 0                                          | 0           | 2  | 2       | 0          | 0                                          | 0           | 16 | 4       | 1          | 0                                          | 0           |

## Transfers
Zomer 2008: aangetrokken:
- Ahmed Ammi → NAC Breda (€ 400.000 euro)
- Fabio Caracciolo → FC Eindhoven
- Gino Coutinho → FC Den Bosch
- Robin Faber → SBV Vitesse
- Mike de Geer → eigen gelederen
- Csaba Horváth → AS Trenčín (gehuurd)
- Santy Hulst → AZ
- Remco Klaasse → HBS-Craeyenhout
- Ekrem Kahya → VVV-Venlo
- Tim De Meersman → FC Eindhoven
- Bogdan Milić → Budućnost Podgorica (€ 675.000 euro)
- Mitchell Piqué → SBV Excelsior
- Leroy Resodihardjo → SVV Scheveningen
- Karim Soltani → VVV-Venlo
- Joel Tillema → AFC Ajax
- Boy Waterman → AZ (gehuurd)

Zomer 2008: vertrokken:
- Danilo Arends → VV Katwijk
- Richard Blonk → VV Katwijk
- Nick Coster → FC Dordrecht
- Hans van de Haar → AGOVV Apeldoorn (verhuurd)
- Daryl Janmaat → sc Heerenveen (€ 1.800.000 euro)
- Geoffrey Knijnenburg → Go Ahead Eagles
- Richard van Nieuwkoop → VSV TONEGIDO
- Stefan Postma → De Graafschap
- Raimund Riedewald → Haaglandia
- Daniël Rijaard → SVV Scheveningen
- Raymond Victoria → gestopt

Winter 2008/2009: aangetrokken:
- Danny Buijs → Feyenoord
- Timothy Derijck → Feyenoord
- Berry Powel → FC Groningen

Winter 2008/2009: vertrokken:
- Guyon Fernandez → SBV Excelsior
- Hurşut Meriç → Gençlerbirliği SK
- Levi Schwiebbe → HFC Haarlem (verhuurd)

## Statistieken ADO Den Haag in het seizoen 2008/09

### Eindstand ADO Den Haag in de Nederlandse Eredivisie 2008/09
| Stand | Gespeeld | Gewonnen | Gelijk | Verloren | Punten | Doelpunten voor | Doelpunten tegen | Gele kaarten | 2× Geel > Rood | Rode kaarten |
| ----- | -------- | -------- | ------ | -------- | ------ | --------------- | ---------------- | ------------ | -------------- | ------------ |
| 14e   | 34       | 8        | 8      | 18       | 32     | 41              | 58               | 61           | 0              | 3            |

### Stand, punten en doelpunten per speelronde 2008/09
| Speelronde              | 1            | 2            | 3            | 4            | 5            | 6            | 7            | 8            | 9            | 10           | 11           | 12           | 13           | 14           | 15           | 16           | 17           | 18           | 19           | 20           | 21           | 22           | 23           | 24           | 25           | 26           | 27           | 28           | 29           | 30           | 31               | 32               | 33               | 34               |
| ----------------------- | ------------ | ------------ | ------------ | ------------ | ------------ | ------------ | ------------ | ------------ | ------------ | ------------ | ------------ | ------------ | ------------ | ------------ | ------------ | ------------ | ------------ | ------------ | ------------ | ------------ | ------------ | ------------ | ------------ | ------------ | ------------ | ------------ | ------------ | ------------ | ------------ | ------------ | ---------------- | ---------------- | ---------------- | ---------------- |
| Trainer                 | André Wetzel | André Wetzel | André Wetzel | André Wetzel | André Wetzel | André Wetzel | André Wetzel | André Wetzel | André Wetzel | André Wetzel | André Wetzel | André Wetzel | André Wetzel | André Wetzel | André Wetzel | André Wetzel | André Wetzel | André Wetzel | André Wetzel | André Wetzel | André Wetzel | André Wetzel | André Wetzel | André Wetzel | André Wetzel | André Wetzel | André Wetzel | André Wetzel | André Wetzel | André Wetzel | Raymond Atteveld | Raymond Atteveld | Raymond Atteveld | Raymond Atteveld |
| Punten per speelronde   | 3            | 3            | 0            | 1            | 0            | 3            | 0            | 0            | 0            | 0            | 0            | 0            | 0            | 3            | 1            | 1            | 0            | 1            | 3            | 0            | 0            | 0            | 3            | 1            | 0            | 1            | 3            | 0            | 0            | 0            | 1                | 0                | 1                | 3                |
| Punten na speelronde    | 3            | 6            | 6            | 7            | 7            | 10           | 10           | 10           | 10           | 10           | 10           | 10           | 10           | 13           | 14           | 15           | 15           | 16           | 19           | 19           | 19           | 19           | 22           | 23           | 23           | 24           | 27           | 27           | 27           | 27           | 28               | 28               | 29               | 32               |
| Stand na speelronde     | 3e           | 1e           | 3e           | 5e           | 9e           | 8e           | 11e          | 12e          | 12e          | 13e          | 14e          | 14e          | 15e          | 14e          | 14e          | 14e          | 14e          | 14e          | 14e          | 14e          | 15e          | 15e          | 15e          | 14e          | 15e          | 14e          | 13e          | 13e          | 14e          | 15e          | 15e              | 15e              | 15e              | 14e              |
| Goals per speelronde    | 5            | 3            | 0            | 0            | 0            | 2            | 1            | 0            | 1            | 0            | 0            | 1            | 1            | 4            | 1            | 0            | 0            | 2            | 1            | 0            | 0            | 1            | 1            | 1            | 0            | 1            | 3            | 0            | 1            | 1            | 3                | 2                | 2                | 3                |
| Goals na speelronde     | 5            | 8            | 8            | 8            | 8            | 10           | 11           | 11           | 12           | 12           | 12           | 13           | 14           | 18           | 19           | 19           | 19           | 21           | 22           | 22           | 22           | 23           | 24           | 25           | 25           | 26           | 29           | 29           | 30           | 31           | 34               | 36               | 38               | 41               |
| Doelsaldo na speelronde | +3           | +6           | +4           | +4           | +1           | +3           | +1           | −1           | −3           | −4           | −5           | −7           | −8           | −4           | −4           | −4           | −7           | −7           | −6           | −7           | −13          | −15          | −14          | −14          | −15          | −15          | −12          | −14          | −17          | −18          | −18              | −19              | −19              | −17              |

### Thuis/uit-verhouding 2008/09
| Tegenstander | Ajax  | AZ    | Feyenoord | De Graafschap | FC Groningen | SC Heerenveen | Heracles Almelo | NAC Breda | NEC Nijmegen | PSV   | Roda JC Kerkrade | Sparta Rotterdam | FC Twente | FC Utrecht | Vitesse | FC Volendam | Willem II | Punten totaal |
| ------------ | ----- | ----- | --------- | ------------- | ------------ | ------------- | --------------- | --------- | ------------ | ----- | ---------------- | ---------------- | --------- | ---------- | ------- | ----------- | --------- | ------------- |
| ADO thuis    | 1 - 1 | 3 - 0 | 2 - 3     | 1 - 0         | 0 - 1        | 0 - 1         | 2 - 2           | 1 - 1     | 3 - 0        | 0 - 2 | 1 - 1            | 1 - 2            | 1 - 2     | 0 - 0      | 3 - 1   | 2 - 0       | 0 - 1     | 20            |
| ADO uit      | 3 - 0 | 4 - 1 | 3 - 1     | 2 - 0         | 3 - 0        | 2 - 2         | 3 - 1           | 0 - 4     | 0 - 0        | 6 - 0 | 2 - 0            | 2 - 5            | 1 - 0     | 3 - 1      | 3 - 1   | 0 - 1       | 3 - 3     | 12            |
| Punten       | 1     | 3     | 0         | 3             | 0            | 1             | 1               | 4         | 4            | 0     | 1                | 3                | 0         | 1          | 3       | 6           | 1         | 32            |

### Clubtopscorers 2008/09
| #   | Naam               | Doelpunten | Doelpunten | Doelpunten | Assists    | Assists    | Assists |
| #   | Naam               | Eredivisie | KNVB Beker | Totaal     | Eredivisie | KNVB Beker | Totaal  |
| --- | ------------------ | ---------- | ---------- | ---------- | ---------- | ---------- | ------- |
| 1.  | Richard Knopper    | 10         | 1          | 11         | 10         | 2          | 12      |
| 2.  | Karim Soltani      | 6          | 1          | 7          | 2          | 0          | 2       |
| 3.  | Csaba Horváth      | 4          | 1          | 5          | 0          | 0          | 0       |
| 4.  | Lex Immers         | 3          | 1          | 4          | 3          | 0          | 3       |
| 5.  | Hurşut Meriç       | 2          | 2          | 4          | 1          | 1          | 2       |
| 6.  | Fabio Caracciolo   | 1          | 2          | 3          | 1          | 2          | 3       |
| 7.  | Danny Buijs        | 3          | 0          | 3          | 1          | 0          | 1       |
| 8.  | Timothy Derijck    | 3          | 0          | 3          | 0          | 0          | 0       |
| 9.  | Yuri Cornelisse    | 2          | 0          | 2          | 2          | 0          | 2       |
| 10. | Wesley Verhoek     | 1          | 1          | 2          | 1          | 1          | 2       |
| 11. | Rick Hoogendorp    | 2          | 0          | 2          | 0          | 0          | 0       |
| 12. | Christiaan Kum     | 2          | 0          | 2          | 0          | 0          | 0       |
| 13. | Berry Powel        | 1          | 0          | 1          | 1          | 1          | 2       |
| 14. | Leroy Resodihardjo | 1          | 0          | 1          | 0          | 0          | 0       |
| 15. | Bogdan Milić       | 0          | 0          | 0          | 2          | 0          | 2       |
| 16. | Ahmed Ammi         | 0          | 0          | 0          | 1          | 0          | 1       |
| 17. | Pascal Bosschaart  | 0          | 0          | 0          | 1          | 0          | 1       |

### Uitslagen KNVB Beker
| Ronde          | Thuis          | Res. | Uit             | Doelpunten ADO                         |
| -------------- | -------------- | ---- | --------------- | -------------------------------------- |
| Tweede ronde   | Jong FC Twente | 1–4  | ADO Den Haag    | Immers, Horváth, Soltani en Caracciolo |
| Derde ronde    | ADO Den Haag   | 4–1  | Fortuna Sittard | Meriç (2x), Caracciolo en Verhoek      |
| Achtste finale | ADO Den Haag   | 1–5  | FC Twente       | Knopper                                |

## Voetnoten
ADO Den Haag ·
Ajax ·
AZ ·
Feyenoord ·
De Graafschap ·
FC Groningen ·
sc Heerenveen ·
Heracles Almelo ·
NAC Breda ·
N.E.C. ·
PSV ·
Roda JC ·
Sparta Rotterdam ·
FC Twente ·
FC Utrecht ·
Vitesse ·
FC Volendam ·
Willem II